# Mord w Winnicy
Mord w Winnicy (ukr. Вінницька трагедія) – masowa zbrodnia dokonana przez sowiecką policję polityczną NKWD w Winnicy na terenie Ukraińskiej SRR w latach 1937–1938, w okresie tzw. wielkiego terroru w czasach stalinowskich.
Masowe groby ofiar zbrodni zostały odkryte na terenie miasta przez Niemców w czerwcu 1943 roku, trzy miesiące po odkryciu masowych grobów ofiar zbrodni katyńskiej. W czasie ekshumacji, dokumentowanej fotograficznie, odkryto w sumie 9432 ciała, z czego 169 ciał kobiecych. Większość zamordowanych według niemieckich śledczych stanowili Ukraińcy, najczęściej chłopi, z domieszką robotników i duchownych; procent przedstawicieli inteligencji był znikomy. Wśród 679 zwłok zidentyfikowanych przez Niemców w 1943 roku była również pewna liczba Rosjan i 28 Polaków (według najnowszych danych liczba zamordowanych przez NKWD Polaków w Winnicy może sięgać ponad 3 tys.); według szacunków polskiego pisarza Józefa Mackiewicza ok. 6 procent ofiar mordu w Winnicy (560 osób) mogło być narodowości polskiej.
Ofiary zbrodni były zabijane na terenie więzienia NKWD w Winnicy za pomocą strzałów w tył głowy; stosowano do tego amunicję kalibru 5,6 mm, która nie zawsze powodowała natychmiastową śmierć ofiar. Do większości ofiar strzelano dwa razy, do 78 trzy razy, a do dwóch cztery razy. Zwłoki mężczyzn odnalezionych w Winnicy miały skrępowane ręce; starsze kobiety były ubrane, a młodsze nagie. 395 ofiar miało roztrzaskane czaszki.
Egzekucje miały charakter tajny – krewnych ofiar nie informowano o wydanych wyrokach śmierci, a na zapytania rodzin władze odpowiadały, że aresztowani zmarli z przyczyn naturalnych, zostali zesłani bez prawa korespondencji na daleką północ lub przeniesieni do innych więzień. Dokumenty osobiste rozstrzelanych i akta śledztw w ich sprawach nie zostały zarchiwizowane, lecz zakopane w osobnym dole wśród masowych mogił.
W 1943 roku Niemcy powołali dwie komisje do zbadania zbrodni – jedną złożoną z 13 ekspertów niemieckich i drugą, w której skład weszli specjaliści w zakresie medycyny sądowej z 11 krajów europejskich (m.in. dr Ferenc Orsós, jeden z członków komisji badającej masowe groby ofiar zbrodni katyńskiej). Obie komisje doszły do identycznych wniosków co do daty popełnienia zbrodni (lata 1937–1938). Komisje zakończyły prace w lipcu 1943 roku i w tym samym roku opublikowano w Lipsku oficjalny raport na temat zbrodni zatytułowany Amtliches Material zum Massenmord von Winniza. Mord w Winnicy był wykorzystywany przez władze niemieckie do celów propagandowych (np. jako temat plakatów).
W okresie II wojny światowej na miejscu pogrzebania zwłok wzniesiono pomnik poświęcony „ofiarom stalinowskiego terroru”, który w czasie drugiej okupacji sowieckiej został najpierw przemianowany na pomnik ofiar nazizmu, a potem zdemontowany w ramach prac przekształcających obszar pochówku w park rozrywki im. Maksima Gorkiego. Władze ZSRR nie podjęły próby oskarżenia Niemców o mord w Winnicy na procesie przed Międzynarodowym Trybunałem Wojskowym w Norymberdze. O mordzie w Winnicy po raz pierwszy zaczęto pisać na Ukrainie w 1988 roku.
31 lipca 2014 roku na terenie winnickiego parku odsłonięto dwie tablice, w języku polskim oraz ukraińskim, przypominające o zbrodniach NKWD w tym mieście. W uroczystości wzięli udział przedstawiciele władz, polscy dyplomaci, uczestnicy Rajdu Katyńskiego oraz mieszkańcy miasta. Inicjatorem upamiętnienia zarówno rodaków, zamordowanych przez NKWD, jak i wszystkie inne ofiary bolszewizmu na Podolu był Jerzy Wójcicki, prezes Stowarzyszenia „Kresowiacy”, działający we współpracy z Konsulatem Generalnym RP w Winnicy oraz Stowarzyszeniem „Historia Winnicy”.